# Tcharak

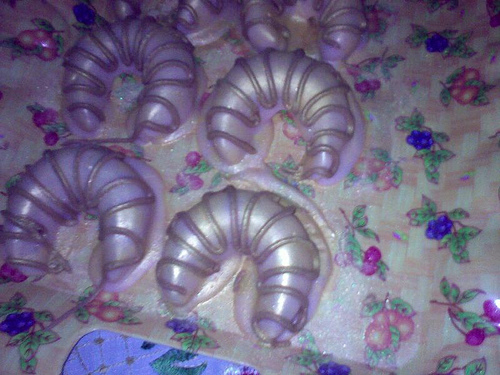
Tcharaks glasejats casolans

El tcharak (en àrab, تشاراك) és un tipus de pastisset oriental molt característic en forma de "croissant", típic de la ciutat d'Alger. Estan fets amb una mena de pasta brisa aromatitzada amb aiguanaf, farcits de massapà i coberts de sucre glas o bé de glasa. En aquest segon cas poden estar decorats amb motius diversos, que poden ser molt sofisticats. També n'hi ha variants amb làmines d'ametlla, amb festucs, amb coco ratllat, etc.
Sembla que la seva forma de mitja lluna simbolitzaria l'Imperi Otomà, i que aquest pastisset seria heretat de la cuina otomana. Aquests pastissets són, amb el mchewek, els dolços estrella d'Alger, però es mengen a tota Algèria i en especial no poden faltar a les festes majors musulmanes.